# Shin Megami Tensei: Nine
Shin Megami Tensei: Nine è un videogioco di ruolo alla giapponese sviluppato da NexTech e pubblicato da Atlus per Xbox. È stato il primo gioco della serie Shin Megami Tensei a essere pubblicato su Xbox. È inoltre l'unico titolo della Atlus ad essere esclusiva su una console Microsoft ed è pure l'unico MegaTen a non essere stato sviluppato direttamente da Atlus. Nonostante sia l'ottavo gioco della serie, "Nine" si riferisce al numero dei possibili allineamenti morali. Sviluppato inizialmente come un MMORPG, Nine è ambientato nel periodo di tempo successivo agli eventi del primo Shin Megami Tensei. A seguito della distruzione di Tokyo, i sopravvissuti sono costretti a rifugiarsi in bunker sotterranei. Il giocatore, assumendo il ruolo di debugger, dovrà sconfiggere i demoni all'interno dell'Idea Space, un mondo virtuale dove la popolazione vive una sorta di vita parallela a quella nel mondo "reale".